# Saturn pożerający własne dzieci

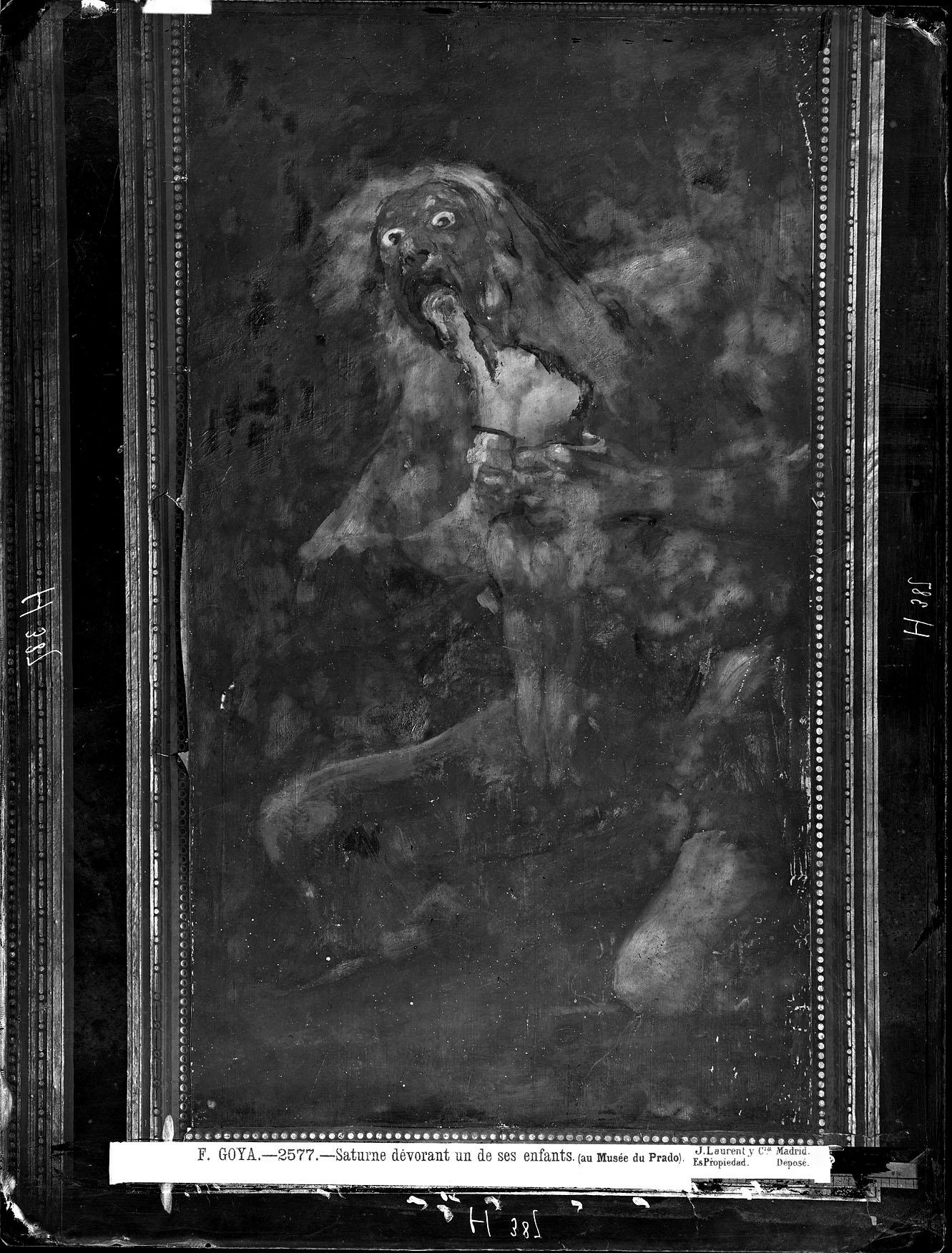
Saturn pożerający własne dzieci na zdjęciu wykonanym przez Jeana Laurenta w domu Goi ok. 1874 r., zanim obraz został przeniesiony na płótno

Saturn pożerający własne dzieci (hiszp. Saturno devorando a su hijo) – obraz hiszpańskiego malarza Francisco Goi.

## Okoliczności powstania
To dzieło należy do cyklu 14 czarnych obrazów – malowideł wykonanych przez Goyę na ścianach jego domu nazywanego Domem Głuchego w latach 1819–1823. Zostały one sfotografowane przez Jeana Laurenta, a następnie przeniesione na płótna w latach 1874–1878 przez malarza Salvadora Martíneza Cubellsa. Obecnie znajdują się w zbiorach Muzeum Prado. Goya wykonał ten szczególny cykl obrazów na kilka lat przed śmiercią. Wyrażają one jego lęk przed starością i samotnością, są również satyrą rodzaju ludzkiego i państwa hiszpańskiego.

## Analiza

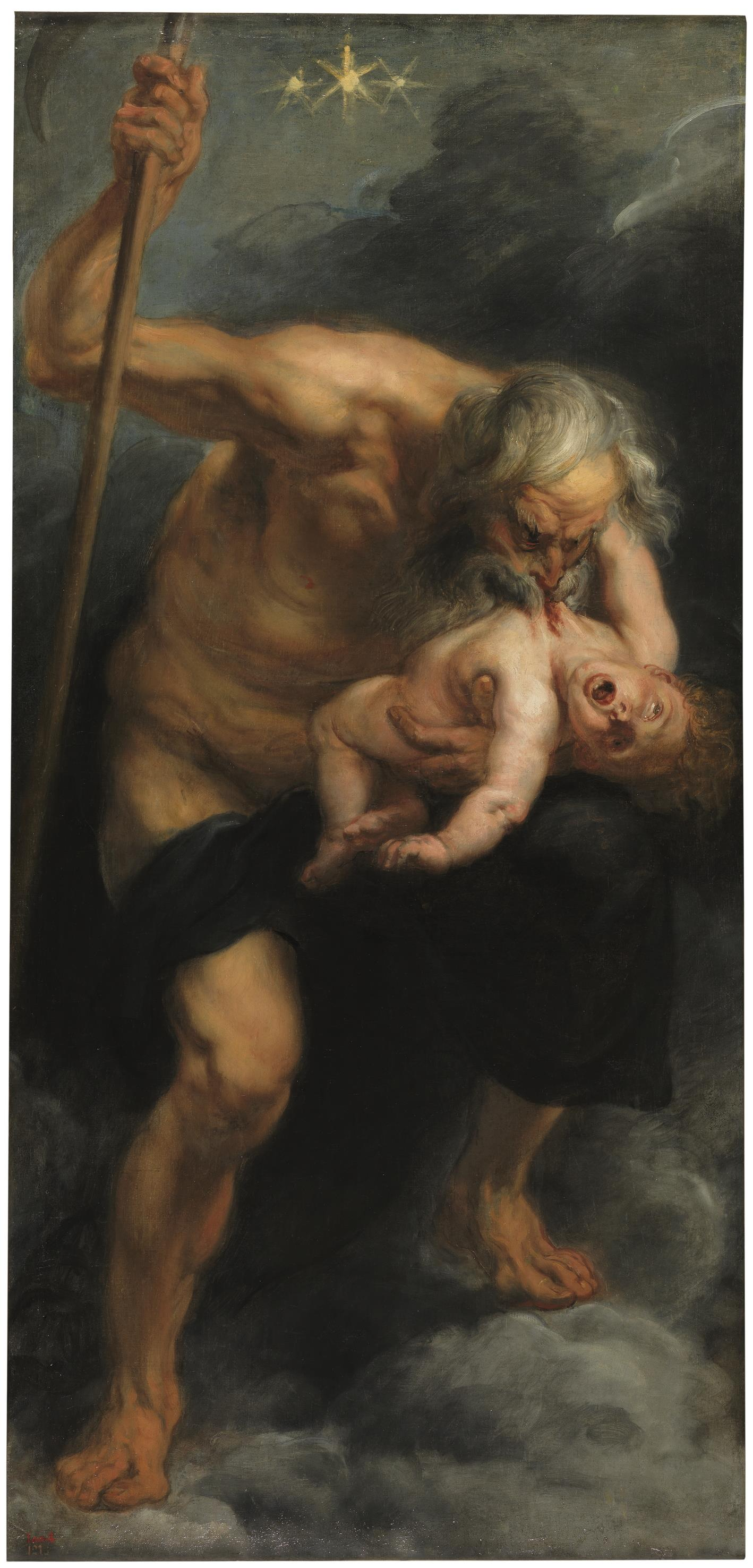
Saturn pożerający swego syna obraz Rubensa z 1636 roku

Obraz przedstawia Saturna, boga w mitologii rzymskiej, pożerającego swojego syna. Według mitu Saturn pokonał swojego ojca Coelusa, aby zdobyć władzę nad światem. Następnie pożerał swoje dzieci tuż po narodzeniu, gdyż obawiał się, że jedno z nich odbierze mu tron. Saturn utożsamiany jest z upływającym czasem, jest również patronem siedemdziesięciolatków (Goya miał około 73 lata, kiedy rozpoczął pracę nad czarnymi obrazami).
Widoczne na obrazie bóstwo ze zjeżonym włosem, przerażającymi białymi oczami o obłędnym spojrzeniu i otwartą szeroko paszczą podobne jest bardziej do drapieżnego ptaka niż człowieka. W ogromnych dłoniach mocno ściska zakrwawione, wątłe ciało syna pozbawione głowy i ramienia. Upiorne oczy Saturna wyrażają zaskoczenie, tak jakby bóstwo zostało przez kogoś przyłapane na okrutnym akcie kanibalizmu. Wydaje się, że Saturn penetrującym wzrokiem spogląda wprost na oglądającego obraz. Sylwetka Saturna wypełnia niemal całą przestrzeń obrazu. Dominują ciemne barwy, światło skupia się w trzech miejscach: na ciele pożeranego syna oraz oczach i włosach Saturna.
Według Freuda temat Saturna jest powiązany z melancholią i destrukcją, tematyką typową dla całego cyklu czarnych obrazów. Z punktu widzenia psychoanalizy akt pożarcia własnego syna jest wyrazem impotencji seksualnej. Sam Saturn pokonał swojego ojca, odcinając mu przyrodzenie. Istotne jest również zestawienie go ze sceną biblijną z dzieła Judyta i Holofernes – te dwa obrazy znajdowały się obok siebie na parterze domu Goi (Quinta del Sordo), który służył artyście jako jadalnia. Judyta, młoda izraelicka wdowa, zaprasza starego asyryjskiego wodza Holofernesa na ucztę, po której podstępnie ucina mu głowę. Oba obrazy eksponują również okaleczone ciało człowieka.
Valeriano Bozal zaznacza, że obraz nie przedstawia pożeranego niemowlęcia, tak jak podaje mit. Uważa, że Saturn pożera ciało młodej kobiety, co podkreśla jeszcze widoczniej obsesję Goi związaną ze starością.
Goya użył czerni i brązów nakładanych grubymi pociągnięciami pędzla z dużą ilością farby. Ciemne kolory są złamane bielą i czerwienią, które pojawiają się na oczach Saturna i okaleczonym ciele jego syna. Dyrektor Muzeum Prado Francisco Javier Sánchez Cantón porównał obraz Goi z dziełem Rubensa z 1636 roku o tytule Saturn pożerający swego syna. W swoim badaniu zaznacza, że przemoc na obrazie Goi jest większa, odbiegająca od kontekstu mitologicznego i skłaniająca się ku ekspresjonizmowi.